# Liste des maires d'Arles
 (juillet 2012).
Si vous disposez d'ouvrages ou d'articles de référence ou si vous connaissez des sites web de qualité traitant du thème abordé ici, merci de compléter l'article en donnant les références utiles à sa vérifiabilité et en les liant à la section « Notes et références ».
Voici la liste des maires de la ville d'Arles.

## Les maires d'Arles
(Source : francegenweb.org/mairesgenweb)
La charge de maire perpétuel dont Louis XIV établit les offices dans toutes les villes du royaume est créée en 1693, puis supprimée en 1708, date à laquelle réapparaissent les consuls. La fonction de maire est rétablie à la Révolution et depuis 1790, les maires sont élus.
Parmi les anciens maires d'Arles, il y a deux personnages illustres : au XVIIIe siècle, Pierre-Antoine d'Antonelle, maire de 1790 à 1791, qui est le premier maire élu et qui présente la particularité d'être à la fois aristocrate et jacobin, et au siècle suivant, le baron de Chartrouse, maire de 1824 à 1830 et botaniste éclairé, qui entreprend les premiers travaux de dégagement des monuments romains.

### Ancien Régime
- 1693-1705 : Jacques de Nicolay

- 1705-1707 : Joachim Guillaume de Nicolay
- 1789-1790 : Joseph de Barras

### Révolution et Premier Empire
- 1790-1791 : Pierre Antoine Antonelle (d'), premier maire élu; aristocrate jacobin
- 1791-1792 : Pierre Antoine Loys, guillotiné en 1794 à Lyon; médecin
- 1792-1792 : André Roullet
- 1792-1793 : André Cadet Brun
- 1793-1793 : Jean François Grignard de La Haye, guillotiné le 20 octobre 1793 en bas de la Canebière (Marseille) lors de la répression de l'insurrection fédéraliste; maître-verrier.
- 1793-1793 : Guibert (avec Jean François Grignard de La Haye)
- 1793-1793 : Siffren Boulouvard (avec Jean François Grignard de La Haye), guillotiné le 20 octobre 1793 en bas de la Canebière (Marseille) lors de la répression de l'insurrection fédéraliste; négociant.
- 1793-1793 : André Cadet Brun (avec Jean François Grignard de La Haye)
- 1793-1793 : Dominique Perrier (avec Jean François Grignard de La Haye)
- 1793-1793 : Rolland (avec Jean François Grignard de La Haye)
- 1794-1794 : Clarion
- 1794-1794 : Honoré Jourdan
- 1794-1794 : Maquinet
- 1794-1794 : Paul Vespier
- 1794-1794 : Maquinet
- 1794-1794 : Paul Vespier
- 1794-1794 : Maquinet
- 1794-1794 : Gombert
- 1794-1794 : Maquinet
- 1794-1794 : Paul Vespier
- 1794-1794 : Raymond Bonafoux
- 1794-1794 : Jurand
- 1794-1794 : André Michel
- 1794-1794 : Guillaume André Brunet
- 1794-1794 : Pierre Germain Volpeliere
- 1794-1794 : Claude Valliere
- 1794-1795 : Louis Bret
- 1795-1795 : Trophime Tinellis
- 1795-1795 : Antoine Rippert (ou Ripert ?)
- 1795-1796 : Florentin Maureau
- 1796-1797 : Pierre Pomme, médecin (Arles, 1728 - Arles, 1814)
- 1797-1797 : Antoine Ripert (ou Rippert ?)
- 1797-1797 : Joseph Martin
- 1797-1797 : François Chabrier
- 1797-1799 : Antoine Ripert (ou Rippert ?)
- 1799-1804 : André Michel
- 1804-1807 : Henry du Roure
- 1807-1808 : Claude Valliere
- 1808-1813 : Anne Joseph Louis Marie Grille d'Estoublon (de)
- 1813-1815 : Jean François Sauret
- 1815-1815 : Pierre Joseph Trimond Giraud (de)
- 1815-1815 : André Cadet Pomme
- 1815-1815 : Jean François Sauret
- 1815-1815 : Thomas Orcel

### Restauration et monarchie de Juillet
- 1816-1816 : Jean Aubert
- 1816-1816 : Jean Baptiste Valentin Meyran de Lagoy (de)
- 1816-1816 : Jean Aubert
- 1817-1821 : Étienne Gabriel Perrin de Jonquieres (de)
- 1821-1824 : Pierre Joseph Trimond Giraud (de)
- 1824-1830 : Guillaume Michel Jérôme Meiffren Laugier, baron de Chartrouse
- 1830-1830 : Jean Boulouvard
- 1831-1831 : Pierre Fassin
- 1831-1831 : Joseph Giraud
- 1831-1835 : Florentin Pierre Maureau
- 1835-1843 : Jean Boulouvard
- 1843-1843 : Honoré Bizalion
- 1843-1843 : Jacques Gay
- 1843-1844 : Casimir Perrin de Jonquieres (de)
- 1844-1845 : Jean Julien Estangin
- 1845-1848 : Eugène de Grille d'Estoublon

### Deuxième République
- 1848-1848 : Pierre Fassin
- 1848-1848 : Joseph Giraud
- 1848-1850 : Achille Moutet

### Second Empire
- 1850-1855 : Bernard Benoit Remacle, avocat et père de Louis Remacle, maire d'Arles en 1871-1872
- 1855-1865 : Jules Laugier de Chartrouse Meifren
- 1865-1866 : Jean Jacques Constantin Martin-Raget
- 1866-1866 : Jacques Martin
- 1866-1870 : Achille Moutet

### Troisième République
- 1870-1871 : Augustin Tardieu, propriétaire terrien
- 1871-1872 : Louis Remacle, avocat et fils du maire d'Arles Bernard Benoit Remacle
- 1871-1874 : Hilaire Quenin
- 1872-1872 : Denis Mihle
- 1873-1874 : Augustin Tardieu, propriétaire terrien
- 1873-1874 : Claude Gautier
- 1874-1874 : Léger Étienne Ambroy
- 1874-1876 : Léon Joseph Mauche
- 1874-1876 : Raymond Paul Marc Delmas
- 1874-1876 : Claude Dumas
- 1876-1877 : Augustin Tardieu, propriétaire terrien
- 1876-1877 : Claude Gautier
- 1876-1877 : Jacques Flechon
- 1877-1877 : Louis Carrie
- 1877-1878 : Augustin Tardieu, propriétaire terrien
- 1877-1877 : Claude Dumas
- 1877-1880 : Nicolas Sinard
- 1878-1880 : Émile Fassin, avocat et érudit arlésien
- 1880-1880 : Amédée Gay
- 1880-1884 : Jacques Martin
- 1880-1884 : Antoine Rouchon
- 1884-1888 : Amédée Gay
- 1884-1888 : Nicolas Sinard
- 1888-1894 : Jacques Tardieu
- 1888-1894 : César Bernaudon
- 1894-1894 : Daumas
- 1894-1900 : Jacques Martin
- 1894-1894 : Antoine Rouchon
- 1894-1900 : César Bernaudon

### Depuis 1900
Le mandat du socialiste Charles Raymond Privat (1947-1971) qui a duré 24 ans est le plus long de l'histoire d'Arles. Parmi les curiosités de la vie politique locale, la ville traditionnellement à gauche élit en 1983 un maire de droite peu de temps après le basculement à gauche de la France. Et en 1995 un phénomène similaire, cette fois-ci en sens inverse, se reproduit. Depuis 2020, la ville est représentée par un élu centriste, Patrick de Carolis.   
- 1900-1908 : Honoré Nicolas radical, ingénieur
- 1908-1919 : Jean Granaud, propriétaire-exploitant en Camargue
- 1919-1932 : Joseph Fulcran Morizot radical-socialiste, médecin
- 1932-1934 : Noë Masson, inspecteur primaire honoraire
- 1934-1936 : Anatole Sixte-Quenin, socialiste, journaliste
- 1936-1939 : Joseph Imbert socialiste, médecin
- 1939-1940 : Bonnard
- 1940-1944 : Pierre du Lac
- 1944-1945 : Pierre Boudin, dit Pouly, manadier
- 1945-1947 : Cyprien Pilliol PCF, instituteur
- 1947-1971 : Charles Raymond Privat SFIO, enseignant
- 1971-1983 : Jacques Perrot PCF, intendant de lycée
- 1983-1995 : Jean Pierre Camoin RPR, médecin
- 1995-1998 : Michel Vauzelle PS, avocat
- 1998-2001 : Paolo Toeschi PS, directeur territorial
- 2001-2020 : Hervé Schiavetti PCF, attaché territorial, conseiller général
- Depuis 2020 : Patrick de Carolis DVC, journaliste

## Pour approfondir